# 日本民主主義文化連盟
日本民主主義文化連盟（にほんみんしゅしゅぎぶんかれんめい）は、かつて存在した日本の文化・芸術・学術団体の連合組織。

## 概要
1946年2月21日結成され、文学、演劇、映画、音楽、美術の芸術の主要ジャンルを中心に、法律家団体、学術団体まで集めた。1948年までには、新日本文学会、民主主義科学者協会、自由法曹団、民主主義教育研究会、新演劇人協会、日本映画人同盟、日本美術会、ソヴエト研究者協会、日本現代音楽協会、新俳句人連盟等22団体、約3万人を結集した。1950年以降、団体としての活動をほぼ停止した。

## 日本共産党との関係
- 日本共産党の文化部門の指導者であった蔵原惟人らを集めて、同党が提唱する民主民族戦線に呼応した文化運動についての座談会を開き、機関誌『文化革命』（1948年9月）に掲載する[2]など、同党の文化政策が強く反映された。
- ぬやまひろし『編笠 詩集』（1946年）、野坂参三『民衆芸術論』（1947年）、蔵原惟人『文化革命の基本的任務』（1947年）、小林多喜二『防雪林』（1948年）、宮本百合子『新しい婦人と生活』（1948年）といった同党の幹部、党員作家の単行本も出版した。
- 1948年12月27日公示の第24回衆議院議員選挙に連盟組織部長松本新八郎（歴史学者、後に専修大学教授）が同党の候補として、愛媛2区から立候補[3]。

## 沿革
- 1946年2月21日、新日本文学会・民主主義科学者協会・自由法曹団・民主主義教育研究会などの参加で結成。同年、日ソ親善協会に加盟。初代理事長には中野重治[4]。
- 同年、日本現代音楽協会、新俳句人連盟などが参加。同年8月30日、日本現代音楽協会主催の第1回働く人々の音楽祭（共立講堂）[5]を後援。
- 1947年1月、増山太助が常任理事・組織・出版局長に就任。機関誌『文化革命』『働く婦人』の編集委員や発行名義人となる[6]。同年7月、第1回全日本民主主義文化会議を開催。報告書を《人民文化の建設》として発行[4]。同年、いわさきちひろに紙芝居『おかあさんのはなし』の制作を依頼[7]。大村英之助が理事長を務めた時期もあった。

## 刊行物
- 機関紙として、『文化タイムズ』、機関誌として『文化革命』（1947年1月創刊。林文雄、徳永直、滝崎安之助、除村吉太郎、勝本清一郎、蔵原惟人、中島健蔵、坂斎小一郎、川口浩、伊豆公夫、島田政雄、平野義太郎、増山太助、岡本唐貴、井尻正二、西山竜介、国分一太郎、岩村三千夫らが寄稿）を発行。
- 大衆向けの雑誌『民衆の旗』（1946年2月15日創刊）、『民衆の友』、『働く婦人』（1946年4月5日創刊）『知識』（1949年4月1日創刊）を刊行、編纂した。また、民主主義科学者協会の『自然科学』（1946年6月〜1948年8月）の発売元となった。
- 文連文庫として、蔵原惟人『文化革命の基本的任務』（1947年）、鹿地亘『魯迅評伝』（1948年）、岩崎昶『日本の映画』（1948年）、羽仁五郎『青年にうったう』（1948年）、宮本百合子『新しい婦人と生活』（1948年）、松村一人『変革の論理』（1948年）、除村吉太郎『ロシヤ文学問答』（1948年）、山村房次『ゴーリキイ』（1949年）などを出版した。
- 『啄木詩集』（1946年）、河上肇『思ひ出』（1946年）を発行、『婦人文化講座　第1巻-第6巻』（ナウカ社、1947年-1948年）、『文化年鑑』〈資料社、1949年〉『人民大学講座〈第1〉哲学』 （寺島書店、1949年） といった単行本の編纂も行った。